# Louis-Alphonse Cahagnet

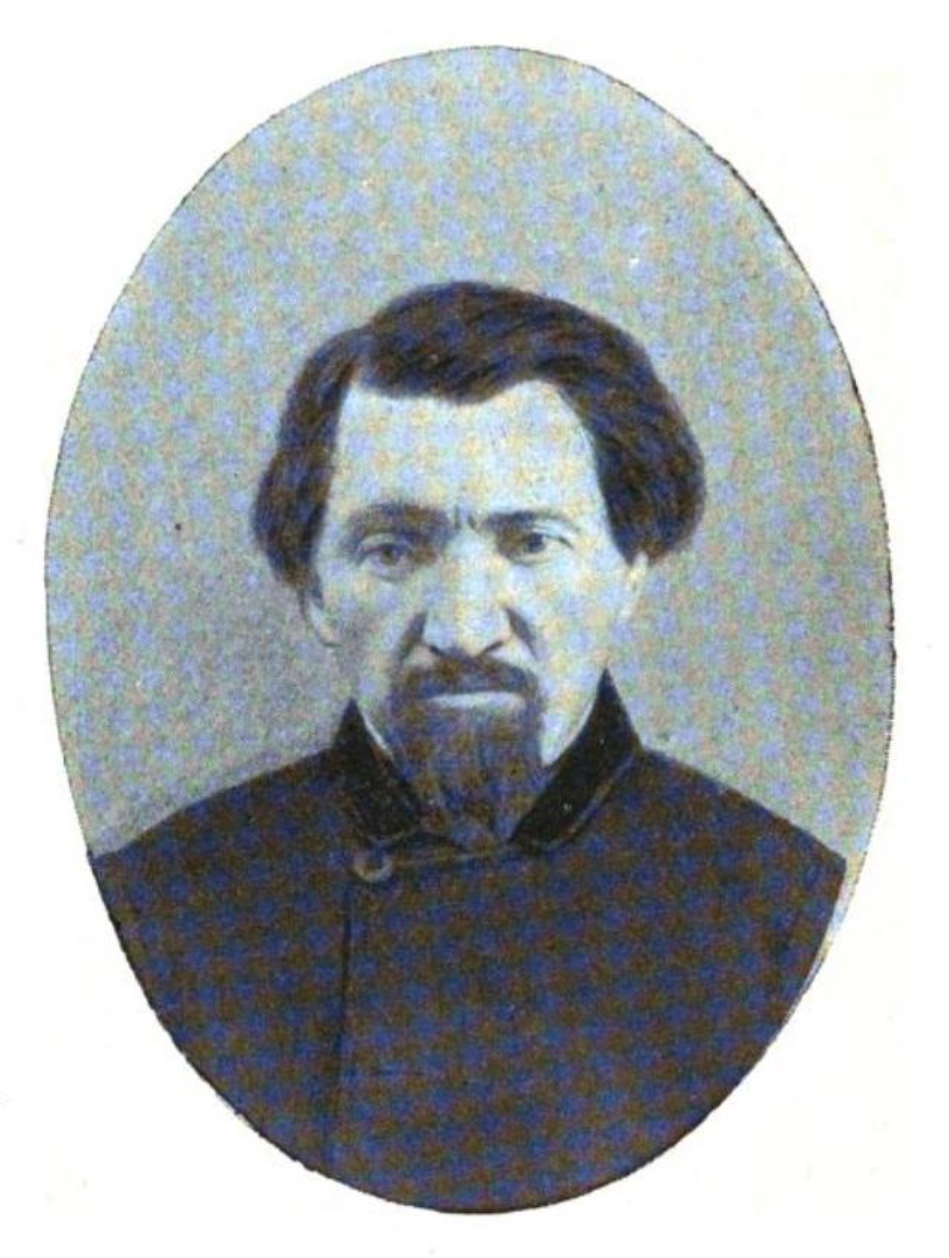

Louis-Alphonse Cahagnet (Caen, 1805 - Argenteuil, 1885) was een beroemd Frans magnetiseur.
Deze veelzijdige persoon was uurwerkmaker, fotograaf en magnetiseur.
Hij was bovendien aanhanger van het spiritisme en de leer van Emanuel Swedenborg.